# Jefferson City
Jefferson City es la capital del estado estadounidense de Misuri. Ubicada en el condado de Cole, cuenta con una población de 43 079 habs. —según el censo de 2010— y una densidad poblacional de 443 hab/km². Se encuentra junto al río Misuri, poco antes de su confluencia con el río Osage. Debe su nombre al tercer presidente de los Estados Unidos, Thomas Jefferson. Alberga el Capitolio de Misuri, inaugurado en 1917.

## Geografía

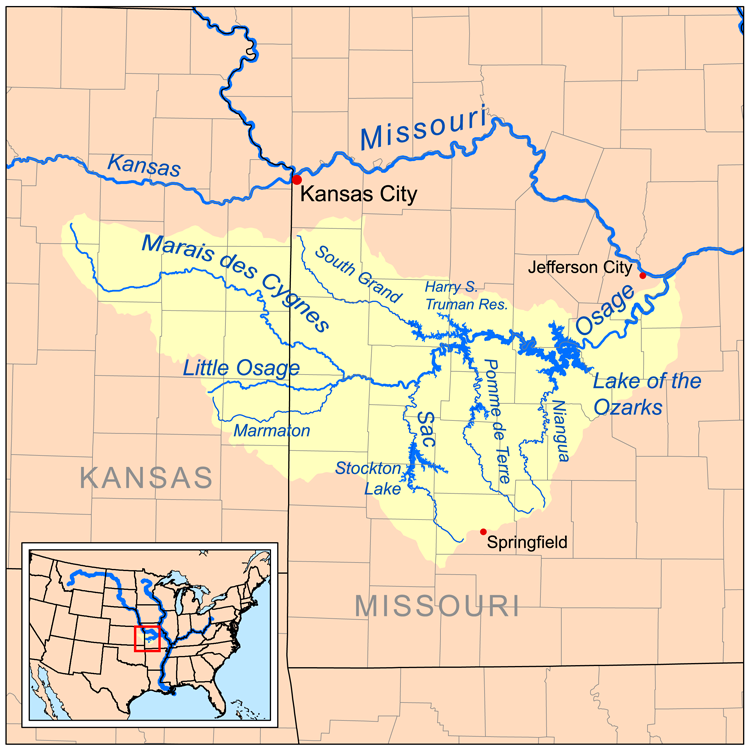
Jefferson City en un mapa del río Osage

Jefferson City se encuentra ubicada en las coordenadas 38°34′3″N 92°10′31″O / 38.56750, -92.17528. Según la Oficina del Censo de los Estados Unidos, Jefferson City tiene una superficie total de 97 km², de la cual 93 km² corresponden a tierra firme y (4.3 %) 4.21 km² es agua.

### Clima
| Parámetros climáticos promedio de Jefferson City WTP, Misuri (normales 1991–2020, extremos 1894–presente) | Parámetros climáticos promedio de Jefferson City WTP, Misuri (normales 1991–2020, extremos 1894–presente) | Parámetros climáticos promedio de Jefferson City WTP, Misuri (normales 1991–2020, extremos 1894–presente) | Parámetros climáticos promedio de Jefferson City WTP, Misuri (normales 1991–2020, extremos 1894–presente) | Parámetros climáticos promedio de Jefferson City WTP, Misuri (normales 1991–2020, extremos 1894–presente) | Parámetros climáticos promedio de Jefferson City WTP, Misuri (normales 1991–2020, extremos 1894–presente) | Parámetros climáticos promedio de Jefferson City WTP, Misuri (normales 1991–2020, extremos 1894–presente) | Parámetros climáticos promedio de Jefferson City WTP, Misuri (normales 1991–2020, extremos 1894–presente) | Parámetros climáticos promedio de Jefferson City WTP, Misuri (normales 1991–2020, extremos 1894–presente) | Parámetros climáticos promedio de Jefferson City WTP, Misuri (normales 1991–2020, extremos 1894–presente) | Parámetros climáticos promedio de Jefferson City WTP, Misuri (normales 1991–2020, extremos 1894–presente) | Parámetros climáticos promedio de Jefferson City WTP, Misuri (normales 1991–2020, extremos 1894–presente) | Parámetros climáticos promedio de Jefferson City WTP, Misuri (normales 1991–2020, extremos 1894–presente) | Parámetros climáticos promedio de Jefferson City WTP, Misuri (normales 1991–2020, extremos 1894–presente) |
| Mes | Ene. | Feb. | Mar. | Abr. | May. | Jun. | Jul. | Ago. | Sep. | Oct. | Nov. | Dic. | Anual |
| --- | --- | --- | --- | --- | --- | --- | --- | --- | --- | --- | --- | --- | --- |
| Temp. máx. abs. (°C)                                                                                      | 26.1 | 31.7 | 36.1 | 35.6 | 38.9 | 41.7 | 45.6 | 43.9 | 41.7 | 35.6 | 31.1 | 26.1 | 45.6 |
| Temp. máx. media (°C)                                                                                     | 4.2 | 7.3 | 13.1 | 19.2 | 24 | 28.8 | 31.1 | 30.7 | 26.6 | 20.3 | 12.8 | 6.7 | 18.7 |
| Temp. media (°C)                                                                                          | -0.9 | 1.6 | 7 | 12.9 | 18.3 | 23.4 | 25.7 | 24.9 | 20.6 | 14 | 7.2 | 1.6 | 13 |
| Temp. mín. media (°C)                                                                                     | -6.1 | -4.1 | 0.9 | 6.6 | 12.6 | 17.9 | 20.3 | 19.2 | 14.5 | 7.7 | 1.6 | -3.5 | 7.3 |
| Temp. mín. abs. (°C)                                                                                      | -30.6 | -31.7 | -26.7 | -10.6 | -4.4 | 3.3 | 5.6 | 5 | -1.7 | -10 | -17.2 | -31.1 | -31.7 |
| Precipitación total (mm)                                                                                  | 56.1 | 58.4 | 82.3 | 121.4 | 131.3 | 106.7 | 110.5 | 104.9 | 107.7 | 87.4 | 82.3 | 58.4 | 1107.4 |
| Nevadas (cm)                                                                                              | 7.4 | 7.4 | 1 | 0 | 0 | 0 | 0 | 0 | 0 | 0 | 0.5 | 6.4 | 22.6 |
| Días de precipitaciones (≥ 0.2 mm)                                                                        | 7.9 | 7.5 | 11.0 | 11.5 | 12.2 | 9.7 | 8.5 | 8.1 | 7.8 | 9.4 | 8.5 | 8.1 | 110.2 |
| Días de nevadas (≥ 0.2 cm)                                                                                | 1.9 | 1.1 | 0.4 | 0.0 | 0.0 | 0.0 | 0.0 | 0.0 | 0.0 | 0.0 | 0.3 | 1.4 | 5.1 |
| Fuente: NOAA                                                                                              | | | | | | | | | | | | | |

## Demografía
Según el censo de 2010, había 43 079 personas residiendo en Jefferson City. La densidad de población era de 442 hab./km². De los 43 079 habitantes, Jefferson City estaba compuesto por el 77.99% blancos, el 16.86% eran afroamericanos, el 0.3 % eran amerindios, el 1.75 % eran asiáticos, el 0.06% eran isleños del Pacífico, el 0.7 % eran de otras razas y el 2.2 % pertenecían a dos o más razas. Del total de la población el 2.5 % eran hispanos o latinos de cualquier raza.